# Gabriel Soundoukian
Gabriel Soundoukian (en arménien : Գաբրիել Սունդուկյան), né le 11 juillet 1825 à Tbilissi et mort le 29 mars 1912 dans la même ville, est un écrivain et auteur dramatique arménien,.

## Biographie
Né à Tbilissi, dans une riche famille arménienne, Gabriel Soundoukian apprend l'arménien classique et moderne, le français, l'italien et le russe. Il étudie à l'université de Saint-Pétersbourg, où il rédige un mémoire sur les principes de la versification perse.
Puis de retour à Tbilissi, il entre dans la fonction publique. En 1863, la compagnie de théâtre arménienne de Tbilissi met en scène sa première pièce. D'autres suivront, dont certaines donneront lieu à des adaptations cinématographiques.

## Hommages
Le théâtre académique d'état G. Sundukian à Erevan est nommé en son honneur.